# Бланка Бурбонская
Бланка Бурбонская (фр. Blanche de Bourbon, исп. Blanca de Borbón; 1339, Венсен — 1361, Медина-Сидония) — королева Кастилии (1353—1361), супруга короля Педро I Жестокого.

## Биография
Родилась в 1339 году в Венсене (Франция). Вторая дочь Пьера де Бурбона (1311—1356), герцога Бурбонского (1341—1356), и Изабеллы де Валуа (1313—1383), дочери Карла I, графа Валуа, и Матильды де Шатильон, двоюродная сестра короля Франции Иоанна Доброго.
3 июня 1353 года 14-летняя Бланка Бурбонская вышла замуж в Вальядолиде за короля Кастилии Педро I Жестокого (1334—1369). Педро согласился на заключение брака под давлением своей матери Марии Португальской и королевского двора. Их брак был заключен по договоренности 9 июля 1352 года в аббатстве Прёйи. Брак был заключен, потому что Педро Кастильский хотел заключить союз с Французским королевством. Ряд историков считает, что король Педро женился на своей любовнице, кастильской дворянке Марии де Падилья, еще до брака с Бланкой Бурбонской, хотя он сам это отрицал. Также Педро Кастильский не смог получить обещанную денежную сумму в качестве приданого для Бланки (300 000 флоринов).
Через три дня после свадьбы король Педро Кастильский бросил Бланку Бурбонскую ради своей возлюбленной Марии, от которой у него позднее было четверо детей. Бланка Бурбонская по приказу Педро была заключена в замке Аревало. Король Франции Жан II Добрый, двоюродный брат Бланки, обратился к папе римскому Иннокентию VI, прося его отлучить короля Кастилии от церкви за заключение жены в тюрьму, но папа римский отказался. У Бланки и Педро не было детей.

## Смерть
В 1361 году Бланка Бурбонская была переведена в замок Медина-Сидония, где её держали вдали от возможного спасения со стороны Арагона и Франции, силы которых сражались против Педро Жестокого. Папа римский выступал за освобождение Бланки из заключения.
В том же году, после того, как Педро Кастильский заключил мир с королем Арагона, он вернулся в Севилью и решил избавиться от своей первой жены. По данным хрониста Педро Лопеса де Айяла, он поручил Иньиго Ортису де Суньиге, которому было поручено держать его жену в заключении в Херес-де-ла-Фронтера, умертвить её. Согласно Педро Лопесу де Айяла, Иньиго Ортис де Суньига, несмотря на королевский гнев, отказался это сделать. Убийство совершил королевский арбалетчик Хуан Перес де Реболледо. Бланка была похоронена в монастыре Сан-Франциско в Херес-де-ла-Фронтера.